# Ovide Laflamme
Pour les articles homonymes, voir Laflamme.
Ovide Laflamme (10 décembre 1925-29 juin 1993) fut un avocat, juge et homme politique fédéral du Québec.

## Biographie
Né à Saint-Damien-de-Buckland, il entame sa carrière politique en devenant député du Parti libéral du Canada dans la circonscription de Bellechasse lors d'une élection partielle en 1955. Réélu en 1957, il est défait par le progressiste-conservateur Noël Dorion en 1958 et par le créditiste Bernard Dumont en 1962. Tentant d'être élu dans Québec—Montmorency en 1963, il subit un nouveau revers face au créditiste Guy Marcoux. Élu dans Québec—Montmorency en 1965, il est réélu dans Montmorency en 1968 et en 1972. Il ne se représenta pas en 1974.
Durant sa carrière politique, il est secrétaire parlementaire du Registraire général du Canada de 1967 à 1968 et du ministre de la Consommation et des Corporations en 1968.